# Hauptgestüt Altefeld
Das Hauptgestüt Altefeld war ein 1913 vom Oberlandstallmeister der preußischen Gestütsverwaltung Burchard von Oettingen gegründetes Hauptgestüt im Ortsteil Altefeld der Gemeinde Herleshausen im Werra-Meißner-Kreis in Hessen.

## Geschichte
Die als Diebenritt bekannte karge Hochfläche am Südostrand des Ringgau mit dem Vorwerk Lüstefeld zählte zu den weitläufigen Besitzungen der Treusch von Buttlar-Brandenfels. Bis in das späte 19. Jahrhundert war diese abgelegene Region als Hessisches Sibirien bekannt und diente dem Ackerbau und der Schafhaltung.

### Gut Altefeld
Im Jahre 1881 erwarb Landgraf Alexis von Hessen, der seinen Wohnsitz auf Schloss Augustenau in Herleshausen hatte, das Gut Altefeld und das Vorwerk Lüstefeld bei Lüderbach zum Ausbau seiner landwirtschaftlichen Betriebe. 
Alexis war preußischer General der Kavallerie à la suite, er stellte 1888 bereitwillig den Gutshof Altefeld für ein Militärmanöver zur Verfügung, in allen angrenzenden Ortschaften wurden preußische Kavallerieeinheiten untergebracht und über mehrere Wochen fanden Geländeübungen statt. Die beteiligten Offiziere und Veterinäre bemerkten dabei die besonderen Klima- und Bodenverhältnisse sowie die Ruhe und Abgeschiedenheit des Altefeld, die den Anlass für die letzte Hauptgestütsgründung des preußischen Staates bildete. Seit 1913 suchte die Preußische Regierung geeignete Standorte für ein weiteres Gestüt, das Gut Altefeld wurde positiv bewertet. 

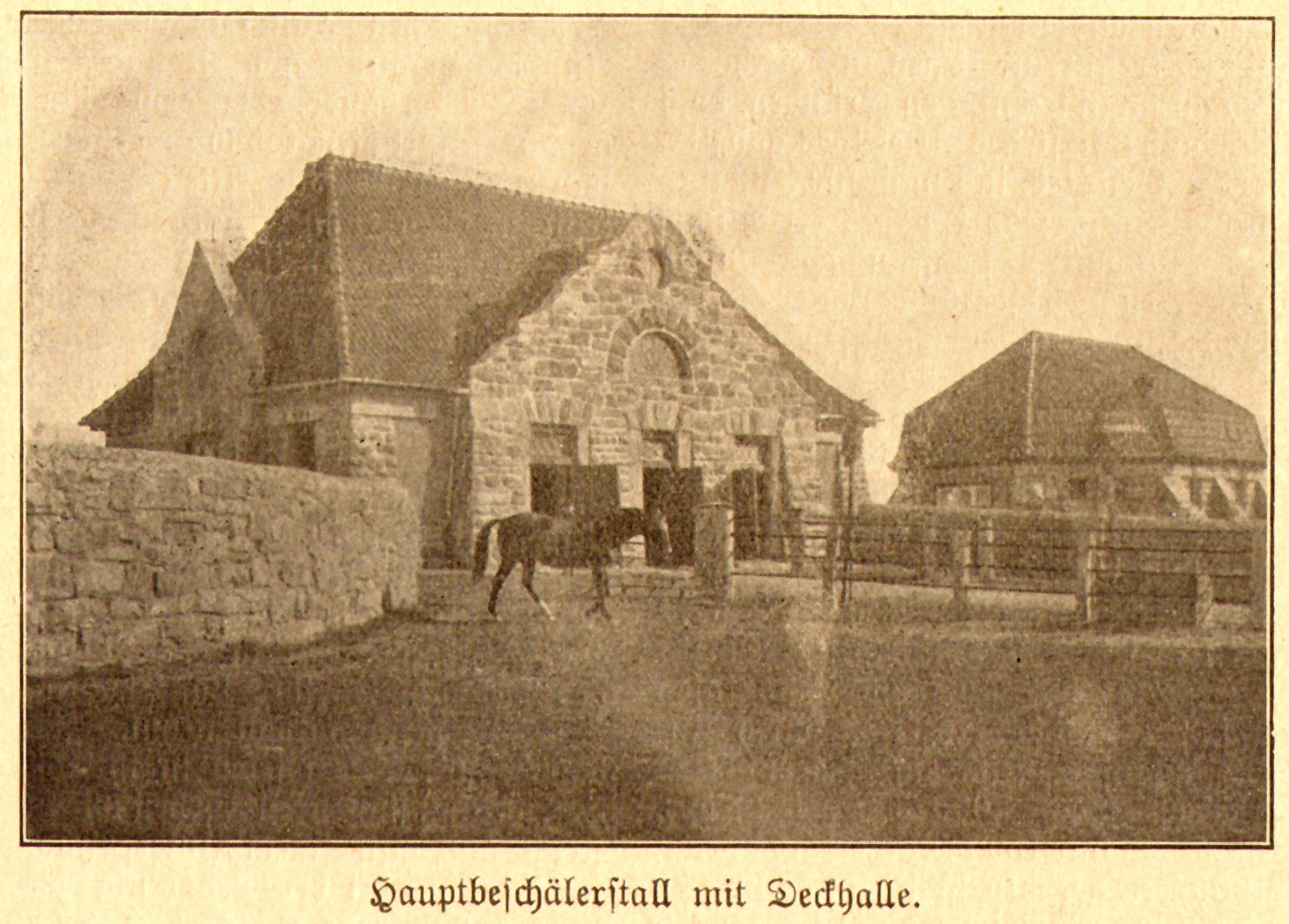
Ansicht aus den 1920er Jahren

„Das Gelände … mit seinen für die Pferdezucht besonders geeigneten klimatischen Bedingungen bot sich … geradezu an. Einen weiteren Vorteil sah man in dem schweren tonigen Boden auf Muschelkalk! … Die Niederschläge werden in dem wenig durchlässigen Boden festgehalten und ermöglichen das prächtige Gedeien von fruchtbaren Bergwiesen und süßen Futtergräsern. Außerdem versprach man sich … eine günstige Förderung des Knochenbaus. Das rauhe Klima auf der Hochebene … ließ hoffen, daß hier kräftiges und gesundes Pferdematerial heranwachsen würde.“

### Preußisches Hauptgestüt Altefeld
Das Preußische Abgeordnetenhaus genehmigte den Ankauf von Altefeld. Nun wurde durch gezielten Aufkauf und Landtausch eine zusammenhängende Flur von 800 Hektar Größe erworben, sie stammte überwiegend aus dem Besitz von Landgraf Chlodwig von Hessen-Philippsthal-Barchfeld und bestand zu etwa 50 Prozent aus Weideland und Wiesen sowie zu 40 Prozent aus Wald. 
Der Gestütskomplex wurde zwischen 1913 und 1919 während des Ersten Weltkriegs errichtet. Oberlandstallmeister Burchard von Oettingen erhielt die Oberaufsicht bis 1918. Mit großzügig bereitgestellten staatlichen Mitteln schuf er ein Gestüt nach modernsten Standards der damaligen Zeit. Die Transportleistungen wurden durch die 12 Gespanne des Gutes Altefeld und per Eisenbahn bewältigt. Vorgefertigtes Bauholz wurde überwiegend aus der Nachbarstadt Creuzburg beschafft. Zunächst musste jedoch die gepflasterte Heidelbergstraße als zentrale Bauachse angelegt werden. Eine ebenfalls gepflasterte Erschließungsstraße führte talwärts zum Bahnhof Herleshausen. Entlang der Heidelbergstraße führten abzweigende Wege zu den Stallungen und Wohngebäuden.
Die Gestütsanlage war so konzipiert, dass sie sich autark versorgen konnte. Die Stallungen und zugehörigen Wärterhäuschen wurden weiträumig über die Gestütsfläche verteilt: es gab einen Hengststall für vier Vollbluthengste mit eigenem Wärtergebäude, Deckhallen, Mutterstutenställe, Laufställe für Jungstuten und Junghengste. Zeitgleich entstanden auch die villenartigen Gebäude der Gutsverwaltung – die Residenz des Gutsverwalters wurde als „das Schloß“ besonders prachtvoll ausgestattet. Das Gasthaus St. Georg (jetzt Hotel), eine Schule für die Kinder der Gestütsmitarbeiter, eine Gärtnerei, eine Försterei, eine Schmiede und eine Schäferei um den einstigen Gutshof. Die Stromversorgung sicherte die Wasserkraftanlage der mit einer Turbine ausgestatteten Ölbachmühle. Für die Arbeit auf dem Gestüt konnten Hilfskräfte aus den umliegenden Orten angeworben werden, Landwirte belieferten das Gestüt im Herbst mit Stroh, Futter und Lebensmitteln.

### Weimarer Republik
Während der Weimarer Republik bis 1922 übernahm der Landstallmeister Hans Althaus die Leitung des Gestütes, ihm folgten Graf Sponeck und Graf Kalnein. Im Februar 1919 wurden die ersten Vollblutstuten aus den Gestüten Graditz und Beberbeck nach Altefeld verlegt. 1922 wurde das Graditzer Vollblutgestüt in das Hauptgestüt Altefeld verlegt. Auch der staatliche Rennbetrieb sowie der Rennstall Preußens aus Hoppegarten ging mitsamt seinem Pferdebestand auf das Altefelder Gestüt über. Zu den Hengsten die von Graditz nach Altefeld kamen, zählte der fünffache Champion der Vaterpferde Dark Ronald. Die im Gestüt beheimateten Hengste wurden durch weitere Zukäufe aus dem Ausland – stets wertvolle Rennpferde aus den USA, Australien, England, Irland und Frankreich ergänzt. Der Deckbetrieb mit privaten Pferdehaltern aus ganz Deutschland war ein einträgliches Geschäft für das Gestüt.
1930 wurde das Vollblutgestüt von Altefeld  wieder nach Graditz zurück verlegt. Der letzte Gestütsleiter bis 1930 war Hermann Großcurth, er musste den für die Zucht bestimmten Pferdebestand an das Hauptgestüt Graditz abtreten. Ein Teil der Belegschaft des Gestütes blieb bis 1932 auf dem Altefeld, das als staatliche Domänenwirtschaft fortbestand und neben Ermländer Fohlen auch Rinder in Eigenwirtschaft aufzog. Als Folge der Wohnungsnot wurden Grundstücke für 30 Neusiedlerhöfe auf dem Altfeld bewilligt und bevorzugt an Gutsarbeiter verteilt.

### Heeresgestüt der Wehrmacht
Zum 1. April 1935 wurden die Pachtverträge aufgekündigt, da die Wehrmacht dringend ein weiteres Heeresgestüt benötigte, das dem Remonteamt Mansbach, Kreis Hünfeld unterstellt wurde. Unter Hauptmann Leberecht Opitz wurden jährlich bis zu 350 zweijährige Pferde im Gestüt Altfeld einquartiert und ausgebildet.
Am 1. April 1941 wurde das Gestüt Altefeld zum „Heeres-Vollblutgestüt“ unter der Leitung von Dr. Josef Pulte umgewidmet. Während der deutschen Besetzung Polens und Frankreichs wurden dort wertvolle Zuchtpferde erbeutet: 5 Hengste und 125 Vollblutstuten kamen per Bahntransport aus Polen, weitere Hengste aus dem Besitz der Familie Rothschild und des Aga Khan aus Frankreich, die man dem Gestüt Altefeld übergab. Der „Fohlenzuchhof Schoppenweier“ bei Colmar im Elsaß wurde der Gestütsverwaltung angegliedert. 
Mit seinem Rennstall auf dem Gelände der Galopprennbahn Hoppegarten nahm das Gestüt auch wieder erfolgreich bei Pferderennsportveranstaltungen teil. Das Heeresgestüt wurde mit Ende des Zweiten Weltkrieges aufgelöst.

### Aufteilung nach dem Zweiten Weltkrieg
Am 31. März 1945 wurde das Gestüt Altefeld „von der Front überrollt“ und ohne Gegenwehr an die amerikanische Militärverwaltung übergeben. Ein Teil der Beutepferde wurde an die rechtmäßigen Eigentümer in Frankreich zurückgegeben, gleichzeitig gelangten mehrere Zuchtpferde als lebendes Beutegut in die USA. 
Nach Kriegsende wurde die Gestütsanlage an das Amt für Vermögenskontrolle in der Kreisstadt Eschwege übertragen, es diente zunächst als Pensionsgestüt und vordringlich der Unterbringung zahlreicher Heimatvertriebener. Von Kriegsende bis Anfang der 1950er Jahre arbeiteten und lebten auf dem Altefeld bis zu 450 Menschen.
Am 1. März 1947 übergab das Land Hessen in einem Verwaltungsakt das weiterhin treuhänderisch verwaltete Gestüt in zwei Bestandteilen: das sogenannte „Innere Gestüt“ gelangte an die „Kommission für Vollblutzucht“ in Hessen. Die restlichen Grundstücke und verbliebenen Gebäude aus dem Bestand des Gutes Altefeld gelangten an das „Kurhessische Pferdestammbuch Kassel“. Im Jahr 1957 übernahm die Bundesrepublik Deutschland den ehemaligen Reichsbesitz und 1962 wurde das „Innere Gestüt“ verkauft.
Der verbliebene Teil wurde von der Hessischen Heimat zu Siedlungszwecken übernommen, damit wurden die landwirtschaftlichen Nutzflächen einiger unrentabler Bauernhöfe in den Nachbarorten vergrößert. Im Ort Altefeld wurde ein neuer landwirtschaftlicher Betrieb mit 185 Hektar ausgestattet. Der etwa 210 Hektar umfassende Wald verblieb in Betreuung der Bundesforstverwaltung.
Im Zuge der Gebietsreform wurde am 1. Dezember 1970 der Ort Altefeld nach Herleshausen eingemeindet.

### Gestüt Waldfried - Betriebsteil Altefeld
Das Bundesvermögensamt verkaufte mit Wirkung vom 1. August 1962 das „Innere Gestüt“ mit 105 Hektar Weidefläche und 30 Hektar Wald, das Hotel St. Georg und die Mehrzahl der Stallungen und Wärterwohnungen an das hessische Vollblut-Gestüt Waldfried bei Frankfurt am Main. Dieses züchtete bis 1981 Rennpferde auf dem Gestüt, der Hengst Elviro gewann das Deutsche Derby auf der Galopprennbahn Hamburg-Horn.

### Gestüt Altefeld
Im Dezember 1981 verkaufte die Besitzerin des Gestütes Waldfried ihren Betriebsteil Altefeld und auch das Hotel St. Georg an einen privaten Warmblut-Pferdezüchter. Der unter Denkmalschutz stehende Gebäudebestand wurde seitdem denkmalgetreu saniert; die Pferdezucht erfolgt nach den historischen Vorgaben der preußischen Gestütsverwaltung. Als Deckhengst wurde der Schimmelhengst Graditz zur Aufzucht von Deutschen Warmblut-Reitpferden vom Hessischen Landgestüt Dillenburg erworben. Zusätzlich wurde eine Herde mit Angus-Rindern angeschafft, um die Rentabilität des landwirtschaftlichen Betriebes zu erhöhen. Ende der 1990er Jahre wurde der Betrieb komplett auf ökologische Landwirtschaft umgestellt. 1998 wurde ein Denkmal für das Pferd Alchimist geweiht, dessen Mutter aus dem Gestüt Altefeld entstammte. 2013 feierte das Gestüt Altefeld das 100-jährige Bestehen der Pferdezucht in Altefeld.

## Architektur
Für den Bau der Haupt- und Nebengebäude wurde ein der Landschaft und der Witterung angepasster Architekturstil gewählt, als Baumaterial wurden vorwiegend Bruchsteine aus der unmittelbaren Umgebung verwendet. Das Gestüt Altefeld wurde unter anderem nach dem Vorbild des Hauptgestüts Trakehnen in einer offenen Form gebaut, bei der die einzelnen Anlagen weit auseinander liegen und über den gesamten heutigen Ort verteilt sind. Dies diente der Vermeidung der Ausbreitung von Pferdekrankheiten und Tierseuchen. Neben dem jeweiligen Stall wurden Wohnanlagen der Gestütswärter platziert, Stall und Haus wurden oft als Doppelgehöfte gebaut. 
Viele Stallgebäude sind mit denen in Trakehnen im Grundriss identisch. Die Wohnhäuser hatten alle einen Stall für zwei Rinder, einen für ein paar Schweine und einen Hühnerstall sowie einen großen Gemüsegarten.
Markant sind zwei achteckige Sommerställe, die mit langen Alleen symmetrisch verbunden sind. Einer der beiden Ställe wird heute als katholische Kirche genutzt, der andere steht leer. Einige der Hengstställe wurden als Wohngebäude genutzt.
Die Sachgesamtheit Gestüt steht als Kulturdenkmal unter Denkmalschutz.

## Trivia
Im November 2016 fanden auf dem Gut Dreharbeiten für den Jugendfilm Ostwind – Aufbruch nach Ora statt, der am 27. Juli 2017 in die Kinos kam.
Bis ca. 2009 fand in Altefeld ein überregional bekannter Flohmarkt statt.

## Galerie

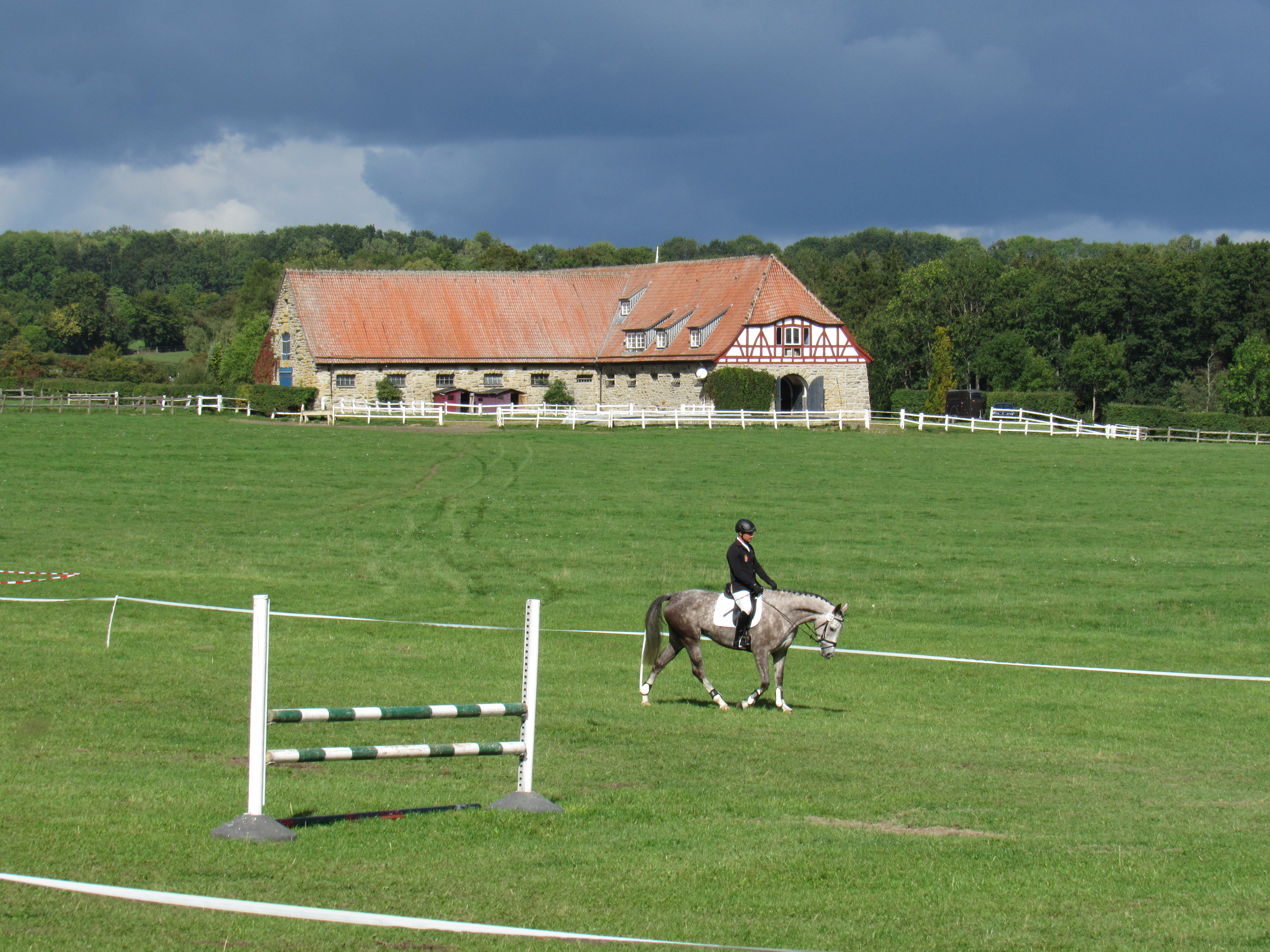
Hauptgestüt
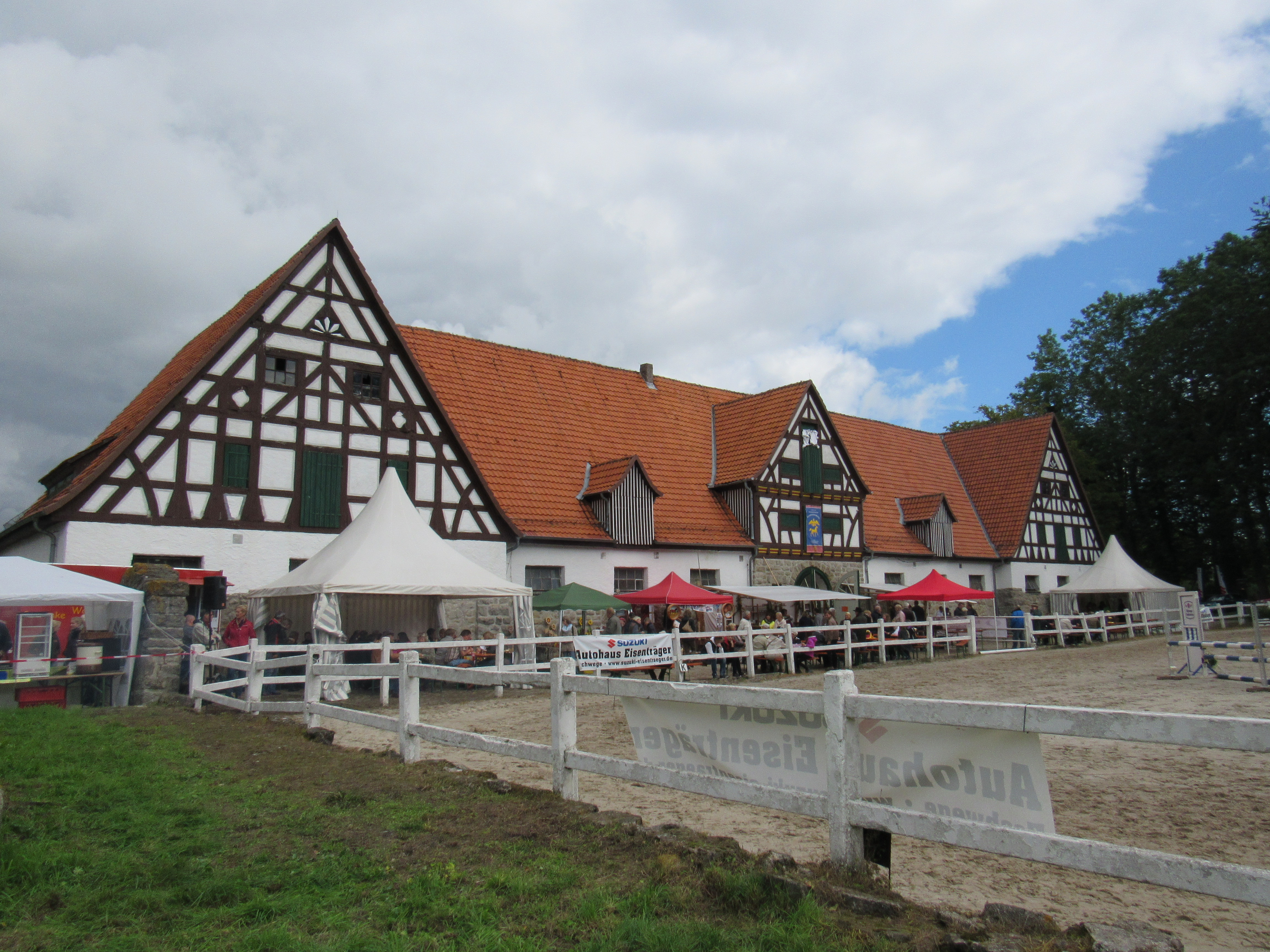
Hauptgebäude
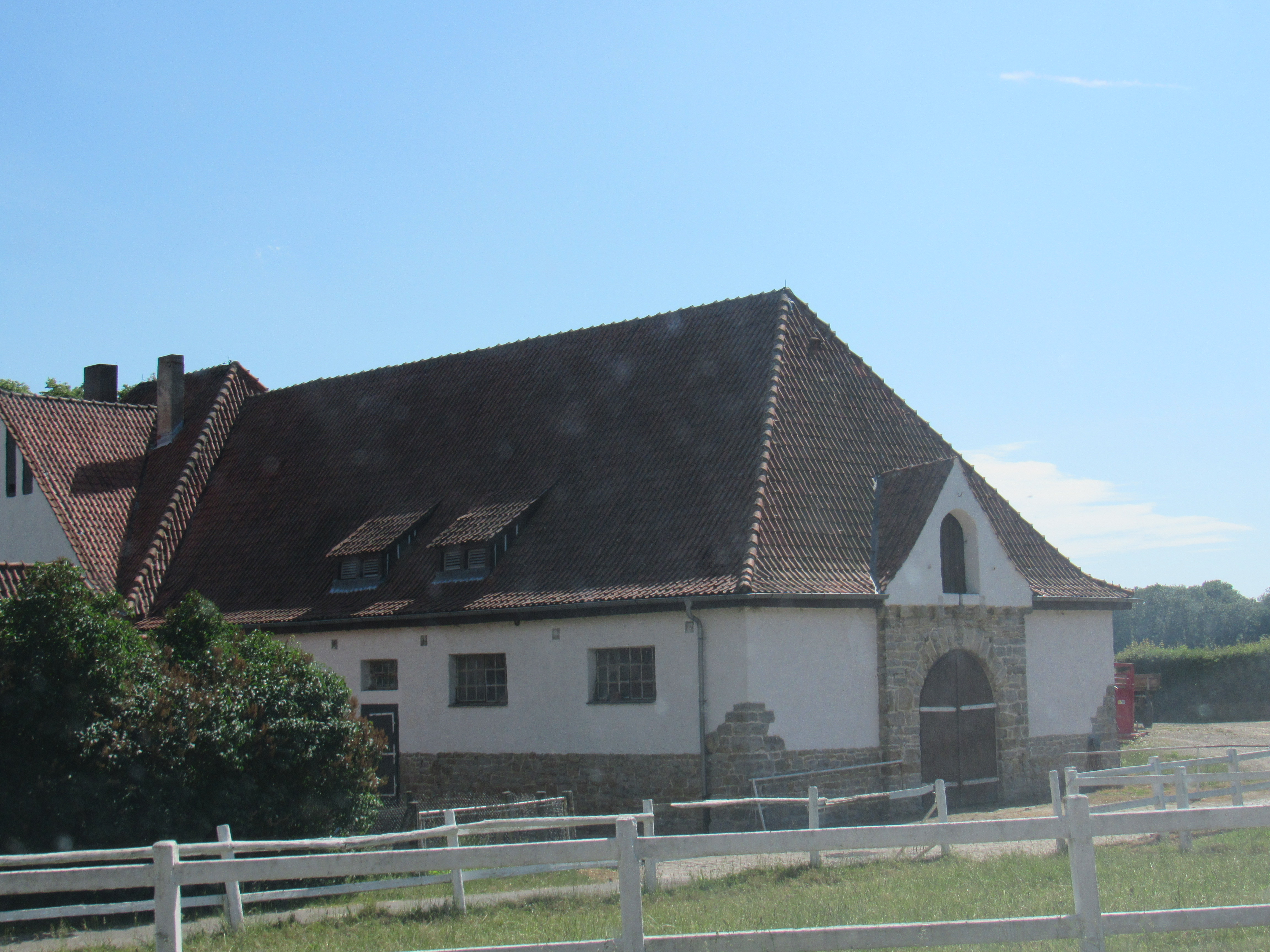
Stall